# Cmentarz żydowski w Witnicy
Cmentarz żydowski w Witnicy – został założony na początku XIX wieku jako miejsce pochówku Żydów z Lubiszyna i zajmuje powierzchnię 1 ha. Wskutek dewastacji w okresie III Rzeszy do naszych czasów zachowało się osiem nagrobków, z których najstarszy pochodzi z 1871, oraz pozostałości ogrodzenia.